# HMS Bronington (M1115)
El HMS Bronington fue un dragaminas de la clase Ton de la Marina Real Británica, botado el 19 de marzo de 1953. Este dragaminas con casco de caoba fue uno de los últimos "muros de madera" (buques navales con casco de madera).

## Hundimiento
Fue dado de baja en 1988. El 17 de marzo de 2016, el Bronington se hundió en sus amarres en el puerto de Birkenhead (Inglaterra).
En diciembre de 2021 se formó el "HMS Bronington Preservation Trust", una organización dedicada a rescatar el barco y preservarlo.
En 2023, el barco todavía se encuentra parcialmente sumergido. El fideicomiso de conservación encargó una inspección de buceo en junio de 2022 para establecer el estado del buque. La inspección reveló que el barco estaba en buenas condiciones, con solo dos pequeños agujeros en el casco. Sujeto a la recaudación de fondos, el fideicomiso espera trasladar el barco a un dique seco en Cammell Laird, donde será restaurado, ya sea para navegar o para su uso como exhibición estática en un museo.  En junio de 2023, el Museo Nacional de la Marina Real británica dijo que hay posibles ubicaciones en Portsmouth Historic Dockyard, en la Base Naval de Portsmouth, que podrían considerarse si el esfuerzo de restauración tiene éxito.